# 翔云道街道
翔云道街道，是中华人民共和国河北省唐山市路北区下辖的一个乡镇级行政单位。

## 行政区划
翔云道街道下辖以下地区：
天元社区、天元骏景社区、翔云西里社区、祥明里社区、祥荣里社区和祥瑞里社区。